# National Hockey League 2020/2021
National Hockey League 2020/21 var den 104:e säsongen (103:e säsongen i spel) av National Hockey League. 
På grund av covid-19-pandemin reducerades den ordinarie säsongen till 56 matcher och började den 13 januari 2021. Pandemins gränsöverskridande resebegränsningar som infördes av Kanadas regering ledde till att man placerade alla sju kanadensiska lag i en division. Slutspelet började den 23 maj och pågick till 8 juli under ett 16-lagsformat med de fyra bästa lagen från varje division.